# De Bunt (Nijkerk)
De Bunt is een natuurgebied aan de zuidkant van landgoed Slichtenhorst bij Nijkerk en ten noorden van Zwartebroek in de Nederlandse provincie Gelderland. Het bos- en heidegebied is vrij toegankelijk.
De Bunt is een kwelgebied waarin het grondwater op natuurlijke wijze naar boven komt. In het natuurgebiedje wisselen natte heide, moerasbos, akkers en broekland elkaar af. De naam van het gebied komt van bunt, bent ofwel pijpenstrootje. Deze grassoort groeit net als vele andere stugge grassoorten op drassige of heischrale graslanden op matig voedselrijke bodems. Door het vele water verarmde de bodem, die in het verleden enkel gebruikt werd voor hakhout. Op de natte delen van De Bunt groeit ook de kleine zonnedauw. Andere planten in het gebied zijn veenpluis, zegge en veenmos. 
In het gebied leven vogelsoorten als bonte specht, buizerd en de waterral.